# Euproctoides
Euproctoides is een geslacht van vlinders van de familie spinneruilen (Erebidae), uit de onderfamilie Lymantriinae.

## Soorten
- E. acrisia Plötz, 1880
- E. ansorgei (Jordan, 1904)
- E. eddela (Swinhoe, 1903)
- E. ertli (Wichgraf, 1922)
- E. euryptena Collenette, 1960
- E. kebea Bethune-Baker
- E. miniata Bethune-Baker, 1911
- E. pavonacea (Romieux, 1934)